# Dario Baldi (politico)
Dario Baldi (Massa Marittima, 27 marzo 1857 – San Piero in Bagno, 30 ottobre 1933) è stato un medico e politico italiano.

## Biografia
Di professione medico chirurgo, fu docente universitario dell'Ateneo di Pisa e presidente dell'amministrazione degli Spedali Riuniti cittadini. 
Ricoprì l'incarico di sindaco della città toscana dal 1904 al 1905, a capo di una giunta composta per metà di repubblicani e per l'altra di radicali. 
Nel 1909 venne eletto deputato della Camera del Regno d'Italia per la XXIII legislatura.
Massone, membro del Grande Oriente d'Italia, nel 1925 32º grado del Rito scozzese antico ed accettato.